# さいたま市立大戸小学校
さいたま市立大戸小学校（さいたましりつ おおとしょうがっこう）は、埼玉県さいたま市中央区にある公立小学校。

## 沿革
- 1873年（明治6年）3月 - 中里学校として開校。その後、与野第三国民学校に改称。
- 1954年（昭和29年）3月25日 - 校歌制定（作詞：下山つとむ、作曲：下総皖一）
- 1958年（昭和33年） - 市制施行により、与野市立大戸小学校と改称。
- 2001年（平成13年）5月1日 - さいたま市誕生により、さいたま市立大戸小学校に改称。

## アクセス
- JR埼京線南与野駅から徒歩10分、京浜東北線北浦和駅から徒歩12分。